# 35346 Ivanoferri
1997 JX (asteroide 35346) é um asteroide da cintura principal. Possui uma excentricidade de 0.04366410 e uma inclinação de 9.97227º.
Este asteroide foi descoberto no dia 1 de maio de 1997 por Osservatorio San Vittore em Bologna.